# Comisión Estatal Extraordinaria

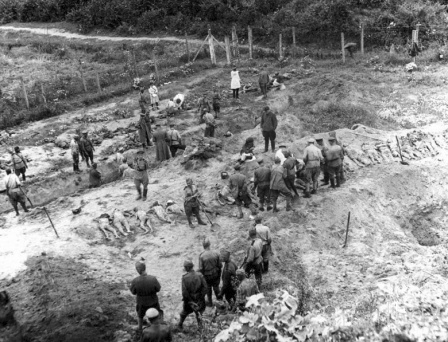
La Comisión Estatal Extraordinaria investiga los crímenes de los nazis alemanes en el campo de concentración de Janowska, 1944.

La Comisión Estatal Extraordinaria fue una agencia gubernamental soviética formada por el Consejo de Comisarios del Pueblo el 2 de noviembre de 1942, por decreto del Presídium del Sóviet Supremo. Se le encargó investigar los crímenes de la Segunda Guerra Mundial contra la Unión Soviética y recopilar documentación que confirmara las pérdidas materiales causadas por la Alemania nazi. El informe preparado por la Comisión sobre la masacre de Katin ahora se considera erróneo. A esta Comisión también se suele referir como Comisión Burdenko por el nombre del neurocirujano y académico Nikolái Burdenko que presidió la Comisión.

## Historia
El nombre ceremonial completo de la comisión era: «Comisión Estatal Extraordinaria para el Establecimiento e Investigación de las Atrocidades de los Invasores Fascistas Alemanes y sus Cómplices y los Daños que Causaron a Ciudadanos, Granjas Colectivas, Organismos Públicos, Empresas Estatales e Instituciones de la URSS» (en ruso: Чрезвычайная Государственная Комиссия, ЧГК o ChGK). El objetivo oficial de esta agencia incluía "castigar por los crímenes de los agresores alemanes-fascistas". Según sus propios datos, 32,000 miembros del personal de la organización regular participaron en el trabajo de ChGK. Además de eso, alrededor de 7,000,000 ciudadanos soviéticos habían participado en la recopilación de materiales y pruebas. Los primeros 27 informes publicados por ChGK constituyeron la mayoría del material probatorio soviético en el proceso de Núremberg y los juicios de criminales de guerra japoneses. Los informes aparecieron en inglés en la publicación diaria «Soviet War News» emitida por el Departamento de Prensa de la Embajada Soviética en Londres. El 28 de junio de 1943 se publicó el primer informe, «Protocolo sobre el saqueo de los invasores germano-fascistas del Museo de Rostov en Pyatigorsk» y el último informe, «Declaración sobre daños materiales causados por los invasores germano-fascistas a empresas e instituciones estatales, granjas colectivas, organismos públicos y ciudadanos de la URSS», se publicó el 18 de septiembre de 1945. Una colección completa de los 27 comunicados originales emitidos por la comisión aparece en la publicación del Gobierno soviético titulada «Declaración del gobierno soviético sobre las atrocidades nazis».

### Comunicados
El informe preparado por la Comisión sobre la masacre de Katyn ahora se considera erróneo, lo que ha sido confirmado por la Duma Estatal de Rusia. El comunicado del 24 de enero de 1944 sobre la masacre de Katyn (1940) fue publicado bajo el título «La verdad sobre Katyn». Este extenso documento indicaba que los fusilamientos masivos de prisioneros polacos habían sido realizados por los alemanes. En realidad, el crimen fue cometido por los soviéticos por orden de Iósif Stalin. La verdad fue revelada por primera vez por la Comisión Katyn pero fue confirmada por documentos soviéticos solo después de que el Gobierno de la Unión Soviética los hubiera desclasificado y hecho públicos en 1990 durante los últimos días de la URSS. Probaron de manera concluyente que 21.857 internos y prisioneros de guerra polacos fueron ejecutados por la Unión Soviética después del 3 de abril de 1940, incluidos 14.552 prisioneros de los tres campos de prisioneros de guerra soviéticos más grandes en este momento.
 Del número total de víctimas, 4.421 oficiales fueron fusilados uno a uno en el monasterio de Óptina Pústyñ de Kozelsk, 3.820 en el campo de prisioneros de guerra de Starobilsk y 6.311 en la instalación de Ostáshkov, además de 7.305 polacos eliminados en secreto en las prisioneros políticas de las repúblicas socialistas soviéticas de Bielorrusia y Ucrania. El jefe del departamento de NKVD, el general mayor P. K. Soprunenko, organizó "selecciones" de oficiales polacos para ser masacrados en Katyn y otros lugares.